# Carl Hanser

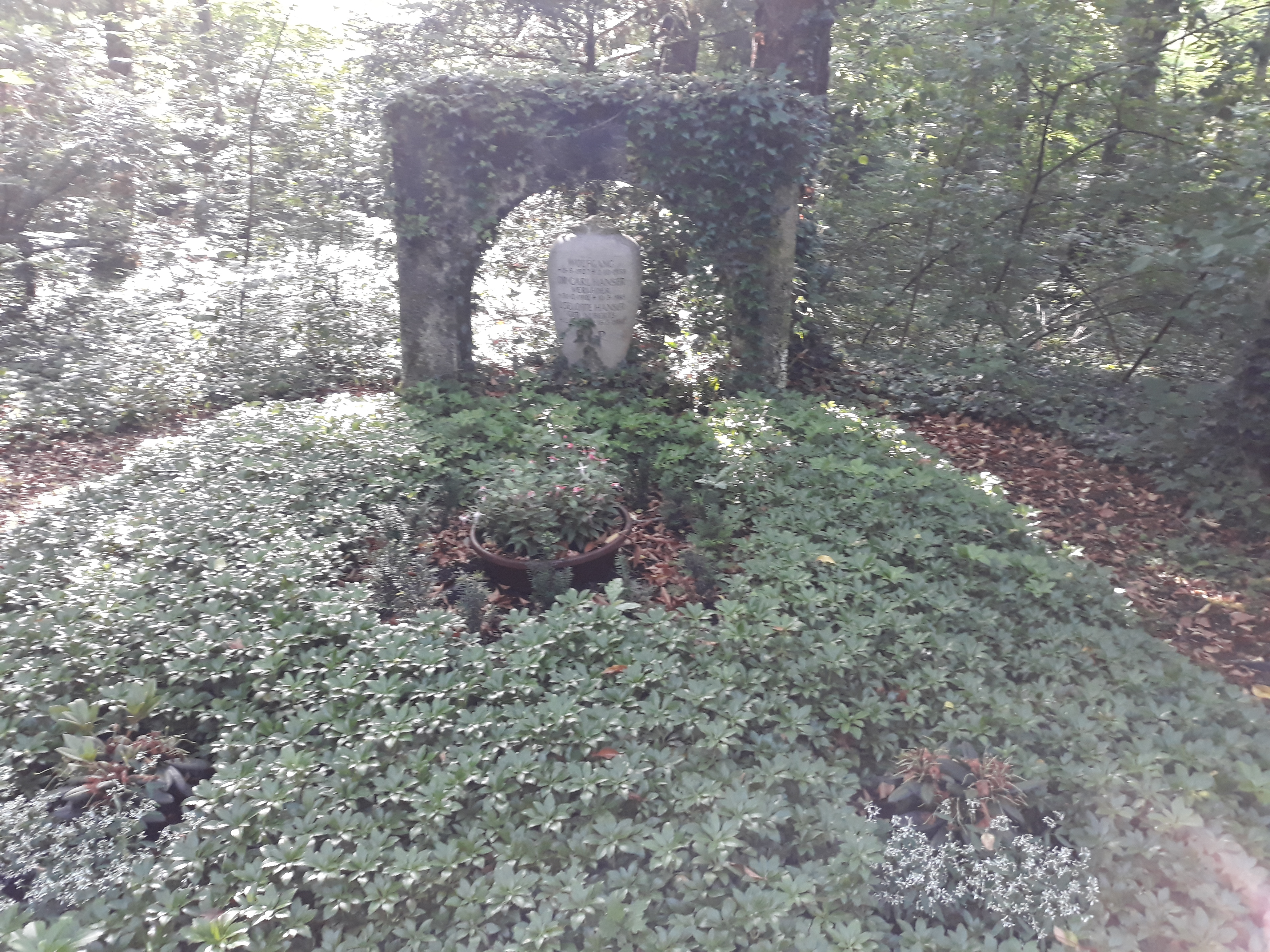
Das Grab von Carl Hanser und seiner Ehefrau Liselotte geborene Alberts auf dem Waldfriedhof München

Carl Hanser (* 30. Dezember 1901 in Rastatt; † 10. Mai 1985 in München) war ein deutscher Verleger.

## Leben
Hanser wuchs in Rastatt auf, wo seine Eltern ein Bekleidungsgeschäft betrieben. Ab September 1911 besuchte er dort das Ludwig-Wilhelm-Gymnasium. Er hatte im ersten Schuljahr erhebliche Fehlzeiten und in der Folge auch nur unterdurchschnittliche Leistungen. Im Schuljahr 1914/15 belegte er nur Platz 30 unter den 37 Schülern das Jahrgangs. Danach verliert sich seine Spur in Rastatt. Ab 1916/17 gibt es keine weiteren Hinweise auf einen Schulbesuch in dem Rastatter Gymnasium.
Am 6. Juli 1926 heiratete er Liselotte Alberts aus Krefeld. In der entsprechenden Heiratsanzeige, die in der Rastatter Lokalzeitung veröffentlicht wurde, wird seine Adresse schon mit München angegeben. 1928 schloss er das Studium der Philosophie in Freiburg/Breisgau mit einer Promotion über den Philosophen Hermann Lotze bei Edmund Husserl zum Dr. phil. ab und absolvierte daneben eine Buchhandelslehre. Hanser war Mitglied der Landsmannschaft Cimbria. 1928 gründete er in München den Carl Hanser Verlag, als erstes Verlagsprodukt erschien der Roman Die Liebe des Nikolai Pereslegin von Fedor Stepun. Als wirtschaftliche Basis für die Belletristik etablierte Hanser zunächst einen Fachbuch- und Fachzeitschriftenverlag, der anfangs die Gebiete Maschinenbau, Metallverarbeitung und Werkstoffkunde umfasste; später kamen die Bereiche Zahnmedizin, Wirtschaftswissenschaften, Chemische Technik, Kunststoffe, Elektrotechnik, Datenverarbeitung, Kernenergietechnik und Biotechnologie hinzu.
1946 nahm Hanser als einer der ersten Münchner Verleger die Verlagstätigkeit mit amerikanischer Lizenz wieder auf. Er verstärkte das belletristische Programm durch kommentierte Klassikausgaben (unter anderem Gotthold Ephraim Lessing, Friedrich Schiller, Jean Paul und Theodor Fontane) und zeitgenössische Literatur (unter anderem Erich Fried, Elias Canetti, Umberto Eco, Stephan Hermlin, Botho Strauß, Philip Roth, Susan Sontag oder Elke Heidenreich). 1946 war er einer der Begründer des Bayerischen Verleger- und Buchhändler-Verbandes und in den Anfangsjahren auch dessen stellvertretender Vorsitzender. 1949–51 war Hanser Vorsteher des Börsenvereins des Deutschen Buchhandels. 1969 wurde der Verlag in eine Kommanditgesellschaft umgewandelt. 1976 zog sich Hanser aus der Geschäftsleitung zurück.

## Ehrungen
- 1973: Verdienstkreuz 1. Klasse der Bundesrepublik Deutschland[3]
- 2012: Benennung der Carl-Hanser-Straße in München